# 阿尔塔尼昂
阿尔塔尼昂（法語：Artagnan，法語發音：[aʁtaɲɑ̃]）是法国上比利牛斯省的一个市镇，位于该省中北部，属于塔布区。

## 地理
阿尔塔尼昂（43°24'10"N, 0°4'33"E）面积4.94 平方千米，位于法国奧克西塔尼大區上比利牛斯省，该省份为法国西南部内陆省份，北至热尔省，西接大西洋比利牛斯省，南与西班牙接壤，东临上加龙省。
与阿尔塔尼昂接壤的市镇（或旧市镇、城区）包括：让萨克、利亚克、萨里亚克比戈尔、比戈尔地区维克。

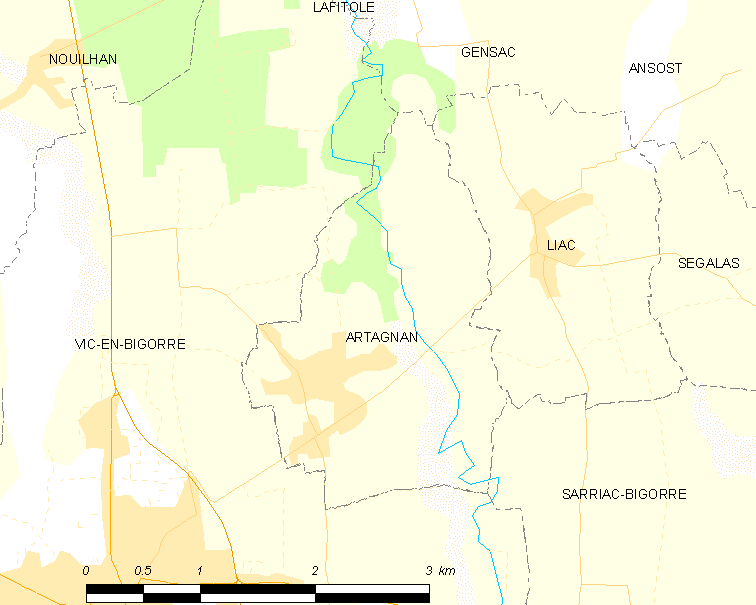
阿尔塔尼昂的OSM定位图

阿尔塔尼昂的时区为UTC+01:00、UTC+02:00（夏令时）。

## 行政
阿尔塔尼昂的邮政编码为65500，INSEE市镇编码为65035。

## 政治
阿尔塔尼昂所属的省级选区为比戈尔地区维克县。

## 人口

1962-2008年间阿尔塔尼昂人口变化图示

阿尔塔尼昂于2022年1月1日时的人口数量为509人。